# 2866 Hardy

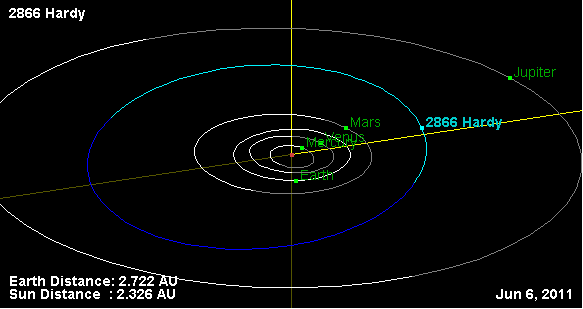
Quỹ đạo của 2866 Hardy và vị trí của 2866 Hardy vào ngày 6/6/2011

2866 Hardy là một tiểu hành tinh vành đai chính được phát hiện bởi S. V. Arend vào năm 1935. Nó được đặt theo tên Oliver Hardy, the film comedian.
Xem thêm 2865 Laurel.